# Paulo Becskehazy
Paulo Becskehazy (Rio de Janeiro, 3 de março de 1949) é um nadador brasileiro, que participou de uma edição dos Jogos Olímpicos pelo Brasil.
Trabalhou como salva-vidas em Los Angeles e, desde 1981, é corretor de imóveis no sul da Flórida.
Formado em geografia, com MBA pela Universidade da Califórnia em Los Angeles, fundou sua empresa, a PB Commercial Realty Inc.
É, também, treinador de polo aquático no Miami Beach International Water Polo Club.

## Trajetória esportiva
De origem húngara, mudou-se para a Califórnia durante a adolescência. Nadava pelo Botafogo, mas treinava nos Estados Unidos.
Em 1971 foi campeão do Troféu Brasil nos 100 metros nado livre e no revezamento 4x100 metros medley, junto com José Sylvio Fiolo, Eduardo Alijó Neto e Carlos Antônio Azevedo.
Nas Olimpíadas de 1972 em Munique, terminou em quarto lugar no revezamento 4x100 metros livre, batendo o recorde sul-americano por seis segundos e meio.
Foi aos Jogos Pan-Americanos de 1975 na Cidade do México, como jogador de polo aquático da seleção dos Estados Unidos.